# Castrojimeno
Castrojimeno è un comune spagnolo di 42 abitanti situato nella comunità autonoma di Castiglia e León.